# Doctor al Bisericii

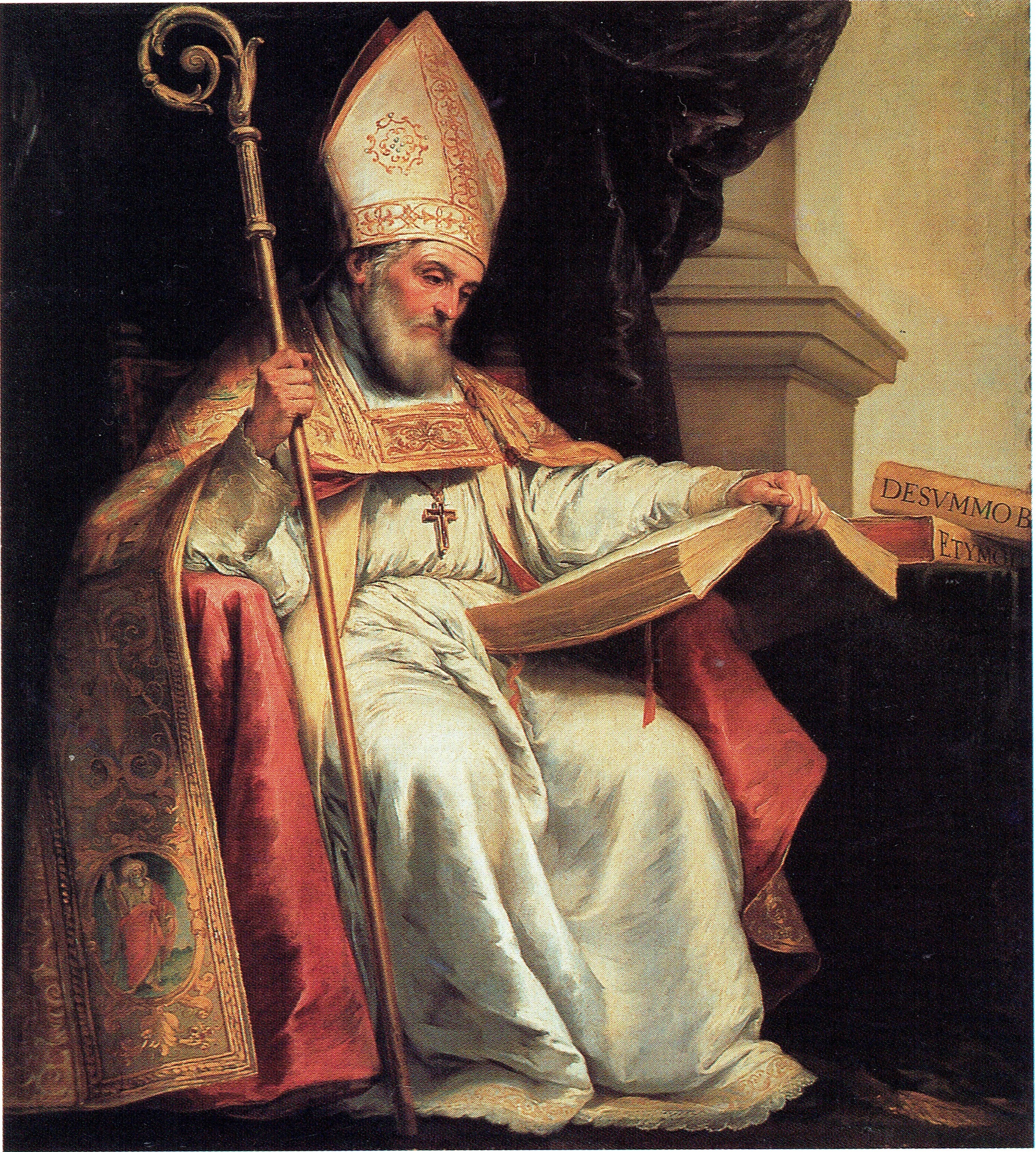
Sfântul Isidor din Sevilla, un doctor al bisericii din secolul al VII-lea, descris de Murillo (c. 1628) cu o carte, care este un atribut iconografic comun pentru un doctor

Doctor al Bisericii, denumit și Învățător al Bisericii (în latină Doctor Ecclesiae) este denumirea dată celor mai de seamă teologi creștini. 
În Răsărit, titlul a fost conferit de Conciliile Ecumenice („Părinte al Bisericii” sau „Sfânt Părinte”), dar a fost dat la mult mai mulți decât cei afișați mai jos.
Primii doctori ai Bisericii sunt recunoscuți atât de Biserica Ortodoxă (nu ca doctori, ci ca Sfinți Părinți), cât și de catolici. Biserica Ortodoxă, chiar dacă nu-i denumește astfel („Doctores Ecclesiae”), îi cinstește, avându-i trecuți în calendar. 
În lista celor 33 de doctori ai Bisericii, sunt marcați cu * cei recunoscuți ca Sfinți Părinți și de Biserica Ortodoxă. Înaintea asteriscului este anul conferirii titlului de doctor al Bisericii de către papi.
- Grigore cel Mare - 1298 *
- Ambrosiu de Milano - 1298 *
- Augustin - 1298 *
- Ieronim - 1298 *
- Ioan Gură de Aur - 1568 *
- Vasile cel Mare - 1568 *
- Grigore de Nazianz - 1568 *
- Atanasie cel Mare - 1568*
- Toma de Aquino - 1568
- Bonaventura - 1588
- Anselm de Canterbury - 1720
- Isidor din Sevilla - 1722 *
- Petru Crisologul - 1729 *
- Leon cel Mare - 1754 *
- Petru Damiani - 1828
- Sfântul Bernard - 1830
- Sfântul Ilarie - 1851 *
- Alfons Maria de Liguori - 1871
- Francisc de Sales - 1877
- Chiril din Alexandria - 1883 *
- Chiril din Ierusalim - 1883 *
- Ioan Damaschinul - 1883 *
- Beda Venerabilul - 1899 *
- Efrem Sirul - 1920 *
- Petru Canisiu - 1925
- Ioan al Crucii - 1926
- Robert Bellarmin - 1931
- Albert cel Mare - 1931
- Anton de Padova - 1946
- Laurențiu din Brindisi - 1959
- Tereza de Ávila - 1970
- Ecaterina de Siena - 1970
- Tereza de Lisieux - 1997
- Ioan de Ávila - 2012
- Hildegard din Bingen - 2012
- Grigor din Narek - 2015